# Wonderland (jeu vidéo)
Pour les articles homonymes, voir Wonderland.

## Wonderland
Wonderland est un jeu vidéo de type fiction interactive développé par Magnetic Scrolls et édité par Virgin Games, sorti en 1990 sur DOS, Acorn Archimedes, Amiga et Atari ST.

## Contexte

### description
Le jeu est une aventure textuelle où le joueur explore un monde fantastique inspiré par le roman Alice au pays des merveilles de Lewis Carroll. Le jeu offre une expérience immersive dans laquelle le joueur doit résoudre des énigmes et interagir avec divers personnages pour progresser dans l'histoire.
Dans Wonderland, l'accent est mis sur la narration et la résolution de puzzles, caractéristiques du genre des fictions interactives. Le jeu propose une interface textuelle, avec des descriptions détaillées de chaque lieu et des choix que le joueur peut faire pour interagir avec l'environnement et les personnages. L'atmosphère du jeu est marquée par une écriture créative et une ambiance surréaliste, fidèle à l'univers de Lewis Carrol.
Le jeu a été salué pour sa capacité à capturer l'esprit du livre original, tout en offrant une expérience interactive captivante et originale. Il faisait partie de la vague de jeux vidéo des années 1990 qui se concentraient sur les aventures narratives et les fictions interactives. De plus, le jeu a été bien accueilli pour ses graphismes relativement avancés pour l'époque et sa bande sonore immersive, même si le gameplay se reposait essentiellement sur le texte.
Wonderland est considéré comme l'un des titres emblématiques du genre des fictions interactives et reste apprécié des amateurs de jeux rétro et de récits interactifs.

## référence
- CU Amiga : 96 %[1]
- ACE : 910/1000[2]